# Österreichische Alpine Skimeisterschaften 2006
Die Österreichischen Alpinen Skimeisterschaften 2006 fanden von 22. bis 30. März statt. Die Speedbewerbe wurden in Zauchensee ausgetragen, die technischen Bewerbe in Lech am Arlberg. Die Rennen waren zumeist international besetzt, um die Österreichische Meisterschaft fuhren jedoch nur die österreichischen Teilnehmer.

## Herren

### Abfahrt
| Platz | Name                   | Zeit        |
| ----- | ---------------------- | ----------- |
| 01    | Andreas Buder          | 1:37,36 min |
| 02    | Georg Streitberger     | 1:37,38 min |
| 03    | Romed Baumann          | 1:37,43 min |
| 04    | Clemens Unterdechler   | 1:37,99 min |
| 05    | Michael Walchhofer     | 1:38,03 min |
| 06    | Mario Herzog           | 1:38,19 min |
| 07    | Matthias Lanzinger     | 1:38,22 min |
| 08    | Christian Flaschberger | 1:38,62 min |
| 09    | Thomas Graggaber       | 1:38,70 min |
| 10    | Florian Scheiber       | 1:38,93 min |

Datum: 24. März 2006

Ort: Zauchensee

Piste: Weltcupstrecke

Start: 2096 m, Ziel: 1390 m

Streckenlänge: 2660 m, Höhendifferenz: 706 m

Tore: 42

### Super-G
Der Herren-Super-G wurde wegen schlechter Witterungsbedingungen abgesagt.

### Riesenslalom
| Platz | Name                   | Zeit        |
| ----- | ---------------------- | ----------- |
| 01    | Hannes Reichelt        | 2:01,55 min |
| 02    | Michael Zach           | 2:01,68 min |
| 03    | Christoph Gruber       | 2:01,70 min |
| 04    | Stephan Görgl          | 2:02,14 min |
| 05    | Martin Marinac         | 2:02,43 min |
| 06    | Christoph Nösig        | 2:02,57 min |
| 07    | Christian Flaschberger | 2:02,81 min |
| 08    | Wolfgang Hell (ITA)    | 2:02,92 min |
| 09    | Philipp Schörghofer    | 2:02,93 min |
| 10    | Peter Struger          | 2:02,97 min |

Datum: 29. März 2006

Ort: Lech

### Slalom
| Platz | Name                     | Zeit        |
| ----- | ------------------------ | ----------- |
| 01    | Mario Matt               | 1:32,15 min |
| 02    | Manfred Pranger          | 1:32,91 min |
| 03    | Kilian Albrecht          | 1:33,33 min |
| 04    | Kurt Engl                | 1:33,54 min |
| 05    | Martin Marinac           | 1:33,91 min |
| 06    | Silvan Zurbriggen (SUI)  | 1:34,68 min |
| 07    | Beat Feuz (SUI)          | 1:35,00 min |
| 08    | Romed Baumann            | 1:35,11 min |
| 09    | Patrick Bechter          | 1:35,15 min |
| 10    | Andreas Erschbamer (ITA) | 1:35,33 min |

Datum: 30. März 2006

Ort: Lech

### Kombination
Die Kombination setzt sich aus den Ergebnissen von Slalom, Riesenslalom und Abfahrt zusammen.
| Platz | Name                |
| ----- | ------------------- |
| 1     | Christoph Nösig     |
| 2     | Philipp Schörghofer |
| 3     | Bernhard Graf       |

## Damen

### Abfahrt
| Platz | Name               | Zeit        |
| ----- | ------------------ | ----------- |
| 01    | Maria Holaus       | 1:08,39 min |
| 02    | Andrea Fischbacher | 1:08,54 min |
| 03    | Katja Wirth        | 1:08,59 min |
| 04    | Karin Blaser       | 1:08,64 min |
| 05    | Andrea Felber      | 1:08,98 min |
| 06    | Stefanie Wopfner   | 1:09,05 min |
| 07    | Stefanie Moser     | 1:09,25 min |
| 08    | Kathrin Wilhelm    | 1:09,43 min |
| 09    | Stefanie Riml      | 1:09,57 min |
| 10    | Stefanie Hörl      | 1:09,71 min |

Datum: 23. März 2006

Ort: Zauchensee

Piste: Weltcupstrecke

Start: 1900 m, Ziel: 1390 m

Streckenlänge: 1800 m, Höhendifferenz: 510 m

Tore: 31

### Super-G
| Platz | Name                  | Zeit        |
| ----- | --------------------- | ----------- |
| 01    | Elisabeth Görgl       | 1:13,87 min |
| 02    | Andrea Fischbacher    | 1:13,98 min |
| 03    | Ingrid Rumpfhuber     | 1:14,30 min |
| 04    | Alexandra Meissnitzer | 1:14,46 min |
| 05    | Marlies Schild        | 1:14,82 min |
| 06    | Silvia Berger         | 1:14,85 min |
| 07    | Andrea Felber         | 1:14,93 min |
| 08    | Anna Fenninger        | 1:15,08 min |
| 09    | Eveline Rohregger     | 1:15,09 min |
| 10    | Kathrin Zettel        | 1:15,46 min |

Datum: 24. März 2006

Ort: Zauchensee

Piste: Weltcupstrecke

Start: 1900 m, Ziel: 1390 m

Streckenlänge: 1940 m, Höhendifferenz: 510 m

### Riesenslalom
| Platz | Name               | Zeit        |
| ----- | ------------------ | ----------- |
| 01    | Eva-Maria Brem     | 2:23,81 min |
| 02    | Elisabeth Görgl    | 2:24,12 min |
| 03    | Andrea Fischbacher | 2:24,37 min |
| 04    | Andrea Felber      | 2:24,47 min |
| 05    | Anna Fenninger     | 2:25,34 min |
| 06    | Eveline Rohregger  | 2:25,60 min |
| 07    | Regina Mader       | 2:25,93 min |
| 08    | Silvia Berger      | 2:26,25 min |
| 09    | Michaela Nösig     | 2:26,61 min |
| 10    | Stefanie Moser     | 2:26,64 min |

Datum: 28. März 2006

Ort: Lech

### Slalom
| Platz | Name                | Zeit        |
| ----- | ------------------- | ----------- |
| 01    | Karen Persyn (BEL)  | 2:09,50 min |
| 02    | Kathrin Hölzl (GER) | 2:10,54 min |
| 03    | Eva-Maria Brem      | 2:10,62 min |
| 04    | Katrin Triendl      | 2:11,21 min |
| 05    | Bernadette Schild   | 2:11,58 min |
| 06    | Michaela Nösig      | 2:11,88 min |
| 07    | Stefanie Köhle      | 2:13,09 min |
| 08    | Nicole Schmidhofer  | 2:14,43 min |
| 09    | Corinne Sperk       | 2:14,81 min |
| 10    | Mariella Voglreiter | 2:15,27 min |

Datum: 27. März 2006

Ort: Lech

### Kombination
Die Kombination setzt sich aus den Ergebnissen von Slalom, Riesenslalom und Abfahrt zusammen.
| Platz | Name               |
| ----- | ------------------ |
| 1     | Michaela Nösig     |
| 2     | Bernadette Schild  |
| 3     | Nicole Schmidhofer |